# Tato Grigalasjvili
Tato Grigalasjvili (Georgisch: ტატო გრიგალაშვილი) (Kareli, 1 december 1999) is een Georgisch judoka. Grigalasjvili is drievoudig wereldkampioen in de klasse tot 81 kilogram. Hij won goud tijdens de Wereldkampioenschappen van 2022, 2023 en 2024. Ook won hij goud tijdens de Europese kampioenschappen van 2020, 2022 en 2024. Bij zijn Olympisch debuut op de Zomerspelen van 2020 eindigde hij op de 5e plaats.

## Resultaten
Europese kampioenschappen 2020 in Praag –81 kg
5e Olympische Spelen 2020 in Tokio  –81 kg
 Wereldkampioenschappen 2021 in Boedapest –81 kg
 Europese kampioenschappen 2022 in Sofia –81 kg
 Wereldkampioenschappen 2022 in Tasjkent –81 kg
 Wereldkampioenschappen 2023 in Doha –81 kg
 Europese kampioenschappen judo 2023 in Montpellier -81 kg
 Europese kampioenschappen 2024 in Zagreb –81 kg
 Wereldkampioenschappen 2024 in Abu Dhabi –81 kg
 Olympische Spelen 2024 in Parijs –81 kg
 Europese kampioenschappen 2025 in Podgorica –81 kg
 Wereldkampioenschappen 2025 in Boedapest –81 kg